# リチャード・A・ハリス
リチャード・A・ハリス（Richard A. Harris、1934年2月6日 - ）は、アメリカの編集技師。1956年に南カリフォルニア大学映画芸術学部を卒業。

## 主なフィルモグラフィ
- フレッチ登場!/5つの顔を持つ男　Fletch Lives (1989)
- ターミネーター2 Terminator 2: Judgement Day (1991) エディー賞およびアカデミー編集賞ノミネート
- ボディガード The Bodyguard (1992)
- ラスト・アクション・ヒーロー Last Action Hero (1993)
- 誘導尋問 Indictment: The McMartin Trial (1995) テレビ映画、エディー賞及びエミー賞受賞
- タイタニック Titanic (1997) アカデミー編集賞受賞
- Xファイル: 真実を求めて The X Files: I Want to Believe (2008)